# Boyne City
Boyne City é uma cidade localizada no estado americano de Michigan, no Condado de Charlevoix.

## Demografia
Segundo o censo americano de 2000, a sua população era de 3503 habitantes. 
Em 2006, foi estimada uma população de 3231, um decréscimo de 272 (-7.8%).

## Geografia
De acordo com o United States Census Bureau tem uma área de 
13,5 km², dos quais 10,1 km² cobertos por terra e 3,4 km² cobertos por água. Boyne City localiza-se a aproximadamente 179 m acima do nível do mar.

## Localidades na vizinhança
O diagrama seguinte representa as localidades num raio de 24 km ao redor de Boyne City. 